# 킬리지 아르슬란 1세
클르츠 아르슬란 1세(튀르키예어: Ⅰ. Kılıç Arslan 비린지 클르츠 아르슬란[*], 아랍어: قلج أرسلان 킬리지 아르슬란[*]; 1107년 죽음)은 쉴레이만 샤 1세의 아들로, 룸 셀주크의 두번째 군주이다. 십자군은 클르츠 아르슬란 1세와 쉴레이만 샤 1세를 혼동하여, 클르츠 아르슬란을 솔리만이라 기록했다.

## 생애

### 어린 시절
에데사의 마테오스의 기록에 따르면, 클르츠 아르슬란은 1085년에 태어났다. 그러나 다른 기록들을 살펴볼때, 이는 믿기 힘든 것으로 보인다. 1084년, 클르츠 아르슬란의 아버지 쉴레이만 샤 1세가 안티오키아를 공격할 때, 클르츠 아르슬란은 그 곁을 지키고 있었기 때문이다. 1086년 6월, 쉴레이만 샤가 투투쉬와 전투를 벌이고 있을 때 클르츠 아르슬란은 재상 하산 이븐 타히르와 함께 안티오키아에 남아있다가 포로가 되었다. 1087년, 클르츠 아르슬란은 동생 쿨란 아르슬란과 함께 말리크샤 1세에 의해 이스파한으로 끌려가 연금당했다.

### 권력의 장악
1092년 말리크샤 1세가 죽자, 클르츠 아르슬란은 니케아로 돌아왔다. 클르츠 아르슬란은 그곳에서 권좌를 되찾는데 큰 어려움을 겪지 않은 것으로 보인다. 이는 당시 알렉시오스 1세 콤네노스가 전방위적으로 튀르크 세력을 압박하고 있었던 덕분이었다. 특히 알렉시오스는 클르츠 아르슬란을 이용해 튀르크 제세력을 통제하려 했다. 따라서, 클르츠 아르슬란의 첫번째 목표는 동쪽의 튀르크 제세력을 제거하거나, 최소한 자신에게 적대시하지 않게끔 하는 것이었다.
이후 클르츠 아르슬란은 스미르나의 차카 베이의 딸과 결혼했다. 차카는 동로마 제국과 적대적인 관계였다. 이에 위협을 느낀 알렉시오스는 클르츠 아르슬란과 차카 사이를 이간질했다. 그 결과 1095년, 클르츠 아르슬란은 차카를 살해했다. 그러나 클르츠 아르슬란의 반동로마 활동은 멈추지 않았다. 그는 알렉시오스가 발칸을 침입한 킵차크인들과 싸우는 사이 비티니아 지역을 약탈하기 시작했다. 알렉시오스가 발칸 반도의 상황을 안정시킬 무렵, 클르츠 아르슬란은 니코메디아에 입성하기 직전이었다.

### 십자군과의 항쟁
동로마 제국과 클르츠 아르슬란 사이의 갈등이 극에 이르렀을 때 은자 피에르가 이끄는 군중 십자군이 나타났다. 클르츠 아르슬란은 군중 십자군이 드라콘 강을 건너는 와중에 습격했다. 오합지졸이었던 군중 십자군은 완파당했다. (1096년 10월 21일) 이 승리에 자신감을 얻은 클르츠 아르슬란은 이후 다가오는 십자군에 길을 열어주는 실수를 저질렀다. 뿐만 아니라, 멜리테네를 지배하던 아르메니아인 가브리엘이 다니쉬멘드에 대항하는 동맹을 제의하자, 1097년에는 군대 대부분을 이끌고 멜리테네 방면으로 떠나버렸다.
클르츠 아르슬란의 예상과 달리 제1차 십자군 본대의 위력은 막강했다. 클르츠 아르슬란은 급히 회군하여 니케아로 돌아왔으나, 이미 십자군은 니케아를 포위한 상태였다. (1097년 5월 6일) 클르츠 아르슬란은 성 안으로 진입하기 위해 생질의 레몽이 지휘하는 남쪽 방면에서 공격을 개시했다. 격전이 벌어졌으나 저녁무렵이 되자 클르츠 아르슬란의 계획이 실패하였음이 드러났다. 결국 클르츠 아르슬란은 니케아를 포기하는 결정을 내렸다. (6월 19일) 이후 클르츠 아르슬란은 이동중인 십자군을 꾸준히 공격하였으나, 성공을 거두지 못했다. 특히 도릴라이온에서의 패배는 치명적인 수준이었다. 알렉시오스는 이 기회를 이용해 에개 해 동부를 장악했다.

### 시리아 원정과 죽음
이후 클르츠 아르슬란은 소아시아 동부와 시리아-이라크 방면에 집중했다. 1106년에는 하란을 점령했다. 이에 모술의 태수 차블리는 대셀주크 무함마드 타파르가 아닌 클르츠 아르슬란을 상위군주로 대우했다. 그러나 1107년, 하부르 강변의 전투에서 무함마드 타파르의 군대는 클르츠 아르슬란의 군대를 격파했고, 그 과정에서 클르츠 아르슬란 또한 죽음을 맞이했다. 이때 모술에 남아있던 아들, 멜리크샤는 대셀주크 군대의 포로가 되었고, 1100년에야 풀려나 룸 술탄국의 군주가 될 수 있었다.

## 유산
클르츠 아르슬란의 죽음은 룸 셀주크 국가를 소아시아의 많은 튀르크계 공국 가운데 하나로 축소시켰다. 클르츠 아르슬란 사후 이어진 계승 분쟁 때문이다. 이 과정에서 세력을 얻은 다니쉬멘드 왕조는 1100년대 초반 소아시아의 패자로 군림했다.